# 奥匈帝国战列舰列表

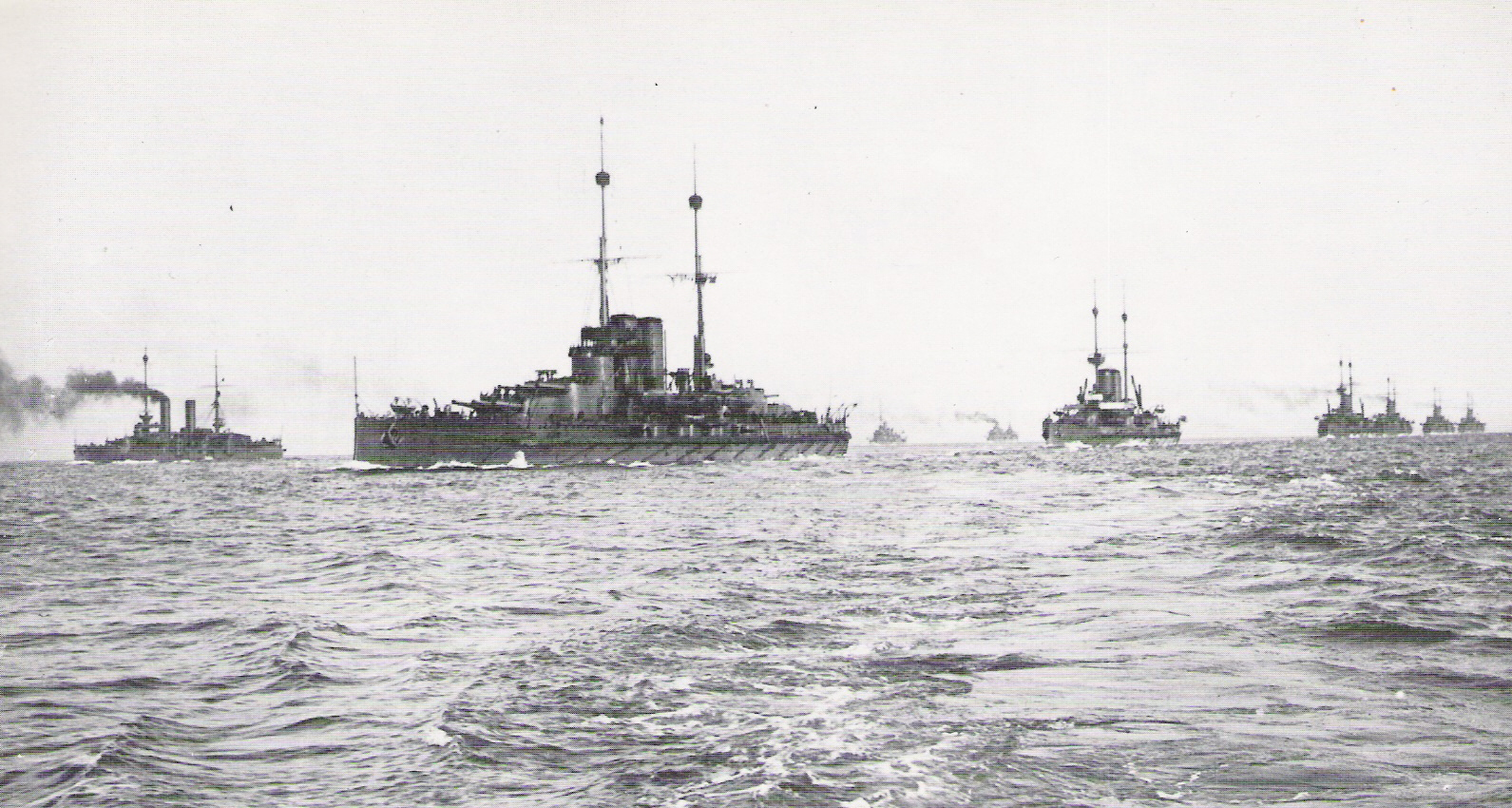
第一次世界大战前的奥匈帝国舰队在演习中

奥匈帝国战列舰列表收录了奥匈帝国海军（德語：Kaiserliche und Königliche Kriegsmarine，缩写为）计划建造，或是完成建造并服役的所有战列舰。1900年代初至1917年间，奥匈帝国海军建造了一系列战列舰。为了在战时保卫其亚得里亚海海岸，奥匈帝国此前建造了一系列较小的铁甲舰，包括岸防舰和装甲巡防舰。1897年，被任命为海军国务秘书的奥匈帝国海军上将赫尔曼·冯·斯潘加快了海军建设的步伐。在奥地利皇帝弗朗茨·约瑟夫一世的指挥下，奥匈帝国海军在20世纪初开始了扩张计划，并很快就推动建造三艘哈布斯堡级战列舰。
1904年9月，奥匈帝国海军联盟成立，同年10月，海军中将鲁道夫·蒙特库科里被任命为军务部海军司司长。海军开始了一项适合大国的海军扩张和现代化计划。蒙特库科利立即追随他的前任所倡导的努力，大力推动奥匈帝国海军的扩建和现代化。1905年春天，蒙特库科里设想了一支现代化的奥匈帝国海军，包括12艘战列舰、4艘装甲巡洋舰、8艘侦察巡洋舰、18艘驱逐舰、36艘公海鱼雷艇和6艘潜艇。在蒙特库科里获得任命7个月后，三艘卡尔大公级前无畏舰中的最后一艘在的里雅斯特港的第里雅斯特技术工厂下水。
两年后，第一艘拉德茨基级前无畏舰开建。这一舰级是奥匈帝国海军建造的最后一批前无畏舰。不久之后，又被在三年内建造完毕的特格霍夫级无畏舰所取代，后者是奥匈帝国唯一一批无畏舰。在第一次世界大战初期，海军开始讨论建造第二批无畏舰，命名为君主代舰级，以取代旧的君主级。该计划在1917年被取消，之后再也没有建造新的战列舰。总体来说，在13年的时间里，奥匈帝国海军制造了13艘战列舰。
以上所有的战列舰都曾在第一次世界大战中服役，然而短缺的煤炭被优先提供给了较新建造的特格霍夫级和拉德茨基级，限制了其余战列舰的活动。随着奥匈帝国在第一次世界大战中失败并解体，所有的战列舰都移交给了法国、英国、美国和意大利。
| 主炮   | 主炮的数量和类型                                     |
| 排水量 | 战斗状态下满载排水量                                 |
| 推进器 | 传动轴的数量，推进系统的类型、可提供的最高航速和功率 |
| 服役   | 舰只开建和结束建造的日期以及其最终结局               |
| 开建   | 开始安放龙骨的日期                                   |
| 下水   | 舰只下水的日期                                       |
| 完工   | 舰只完成建造、交付使用的日期                         |
| 结局   | 舰只最终结局（例如沉没、拆解）                       |

## 哈布斯堡级

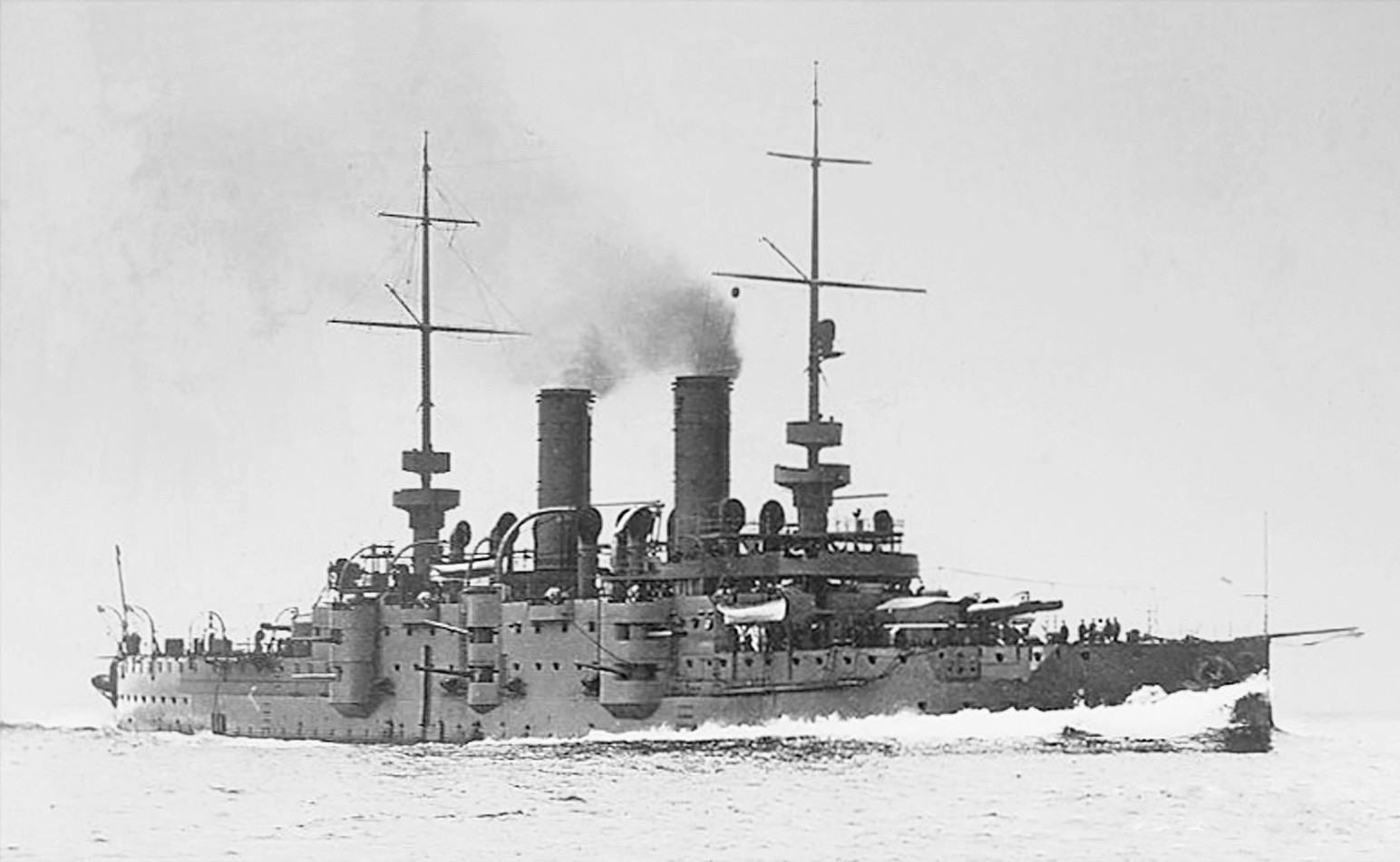
1901年“哈布斯堡”号在亚得里亚海上游进行海上试验

建造于1899年至1902年间的哈布斯堡级战列舰是奥匈帝国的第一批前无畏舰。哈布斯堡级战列舰的建造标志着奥匈帝国海军军备扩张计划的开始。本舰级也是奥匈帝国海军自1876年建造“特格特霍夫”号以来建造的首批远洋舰只。该舰级由三艘军舰组成：“哈布斯堡”号、“阿尔帕德”号和“巴本堡”号。
哈布斯堡级所有舰只都在的里雅斯特港的第里雅斯特技术工厂里建造。该舰级首舰“哈布斯堡”号于1900年9月9日下水。一年后，“阿尔帕德”号于1901年9月11日下水。该舰级的最后一艘“巴本堡”号于1902年10月4日下水。首两舰“哈布斯堡”号和“阿尔帕德”号分别在1910年和1911年或者1911年和1912年通过拆除了上层建筑的一层甲板而进行了现代化改造。在1914年7月下旬第一次世界大战爆发时，“哈布斯堡”号是奥匈帝国海军第三战列分舰队的旗舰，与两艘姊妹舰一起由米克洛什·霍尔蒂海军上校指挥。在新型的特格霍夫级战列舰投入使用后，这几艘被转移到第四支队。作为奥匈帝国舰队第四支队的成员，这三艘战列舰在第一次世界大战期间活动都很有限。“巴本堡”号和“阿尔帕德”号都参加了1915年对意大利港口城市安科纳的轰炸。在战争的剩余时间里，本舰级几艘舰只基本上没有参与作战行动，仅充当作海岸防卫舰。三舰于1916年全部退役，以便舰上成员能够转隶奥匈帝国空军服役，或成为奥匈帝国U型潜艇的乘组人员。第一次世界大战结束后，所有的哈布斯堡级战列舰都被移交给了英国，之后又被转卖给意大利，并最终在1921年被报废并拆解。
| 舰名                    | 主炮             | 排水量                 | 推进器                                                        | 服役          | 服役          | 服役           | 服役               |
| 舰名                    | 主炮             | 排水量                 | 推进器                                                        | 开建          | 下水          | 完工           | 结局               |
| ----------------------- | ---------------- | ---------------------- | ------------------------------------------------------------- | ------------- | ------------- | -------------- | ------------------ |
| “哈布斯堡”号  | 3门24（9.4英寸） | 8,232公噸（8,102長噸） | 两缸，垂直三胀蒸汽机，19.62節（36.34每小時；22.58英里每小時） | 1899年3月13日 | 1900年9月9日  | 1902年12月31日 | 1921年在意大利报废 |
| “阿尔帕德”号  | 3门24（9.4英寸） | 8,232公噸（8,102長噸） | 两缸，垂直三胀蒸汽机，19.65節（36.39每小時；22.61英里每小時） | 1899年6月10日 | 1901年9月11日 | 1903年6月15日  | 1921年在意大利报废 |
| “巴本堡”号    | 3门24（9.4英寸） | 8,232公噸（8,102長噸） | 两缸，垂直三胀蒸汽机，19.85節（36.76每小時；22.84英里每小時） | 1901年1月19日 | 1902年10月4日 | 1904年4月15日  | 1921年在意大利报废 |

## 卡尔大公级

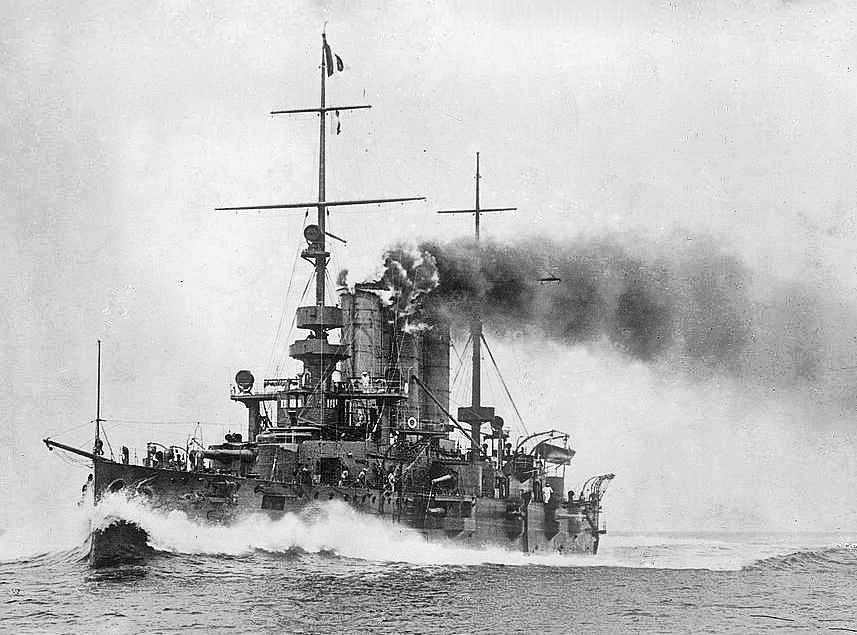
1914年的“费迪南·马克斯大公”号

卡尔大公级是奥匈帝国海军建造的第二款前无畏舰。与作为前级的哈布斯堡级诸舰一样，卡尔大公级的所有战列舰都是在的里雅斯特港的第里雅斯特技术工厂建造的。首舰“卡尔大公”号于1902年下水，另两艘，即“费迪南·马克斯大公”号和“弗里德里希大公”号的建造一直持续到1905年。“卡尔大公”号于1906年完工，“费迪南德·马克斯”号和“弗里德里希大公”号完工于1907年。三艘卡尔大公级战列舰因其体积小而被认为是现代化的。因受较小的码头空间和较低的建造预算限制，本级设计相当紧凑。虽然本级的防护设计相当得当，但依然比不过同时期更现代的配备有“全装重型火炮”（All-Big-Gun）和涡轮推进器的无畏型战列舰。本级舰只也由于其过时的设计，在第一次世界大战期间只发挥了有限的作用。
在第一次世界大战开始时，卡尔大公级诸舰组成了奥匈帝国战列舰队第三支队。尽管卡尔大公级战列舰在战争中基本上没有什么活动，但在战争开始的几天里，三舰确实参与了对“戈本”号和“布雷斯劳”号的支援行动，以及1915年5月23日对安科纳的轰炸。1918年2月1日至3日，这些舰只还参与镇压由驻扎在卡塔罗的几艘装甲巡洋舰上的船员发动的一次大规模兵变。随着奥匈帝国在第一次世界大战中失败，“卡尔大公”号和“弗里德里希大公”号作为战争赔款被割让给法国。剩下的战列舰“费迪南·马克斯大公”号被转交给了英国。“卡尔大公”号最终在比塞大搁浅，1921年在原地解体。其余两艘战列舰于1921年在意大利报废拆解。
| 舰名                             | 主炮             | 排水量                   | 推进器                                                     | 服役          | 服役          | 服役           | 服役                           |
| 舰名                             | 主炮             | 排水量                   | 推进器                                                     | 开建          | 下水          | 完工           | 结局                           |
| -------------------------------- | ---------------- | ------------------------ | ---------------------------------------------------------- | ------------- | ------------- | -------------- | ------------------------------ |
| “卡尔大公”号           | 4门24（9.4英寸） | 10,472公噸（10,307長噸） | 四缸，立式三胀蒸汽机，20.5節（38.0每小時；23.6英里每小時） | 1902年7月24日 | 1903年10月4日 | 1906年6月17日  | 在比塞大搁浅，1921年在原地拆解 |
| “弗里德里希大公”号     | 4门24（9.4英寸） | 10,472公噸（10,307長噸） | 四缸，立式三胀蒸汽机，20.5節（38.0每小時；23.6英里每小時） | 1902年10月4日 | 1904年4月30日 | 1907年1月31日  | 1921年报废                     |
| “费迪南·马克斯大公”号  | 4门24（9.4英寸） | 10,472公噸（10,307長噸） | 四缸，立式三胀蒸汽机，20.5節（38.0每小時；23.6英里每小時） | 1904年3月9日  | 1905年5月21日 | 1907年12月21日 | 1921年报废                     |

## 拉德茨基级

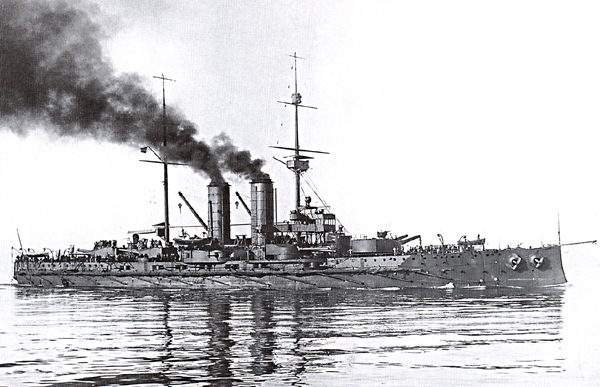
“拉德茨基”号

拉德茨基级战列舰是奥匈帝国建造的第三批也是最后一批前无畏型战列舰。这个舰级由三艘战列舰组成：“拉德茨基”号、“弗朗茨·费迪南大公”号和“兹里尼”号，全都于1907年至1910年间在的里雅斯特港的第里雅斯特技术工厂建造。舰载重型副炮是拉德茨基级战列舰与其他奥匈帝国海军前无畏型战列舰的最主要区别。
拉德茨基级的三艘战列舰，都在第一次世界大战爆发初期投入使用。在第一次世界大战开始前，这三艘战列舰都被分配到了第一战列分舰队第二支队，同一分舰队还有隶属第一支队的特格霍夫级战列舰。从1910年到1911年，这三艘战列舰都在地中海进行了训练演习。1913年，三舰参加了在伊奥尼亚海举行的抗议巴尔干战争的国际海军示威活动。第一次世界大战期间，这些舰只的服役生涯非常有限，几乎从未离开过驻留港口。然而，在1914年10月，在奥匈帝国入侵黑山期间，这三艘军舰轰炸了法国在洛夫琴山的阵地。1915年意大利对奥匈帝国宣战后，拉德茨基级战列舰参与了对意大利城市安科纳的轰炸。在这些行动之后，三艘战列舰对战争的贡献变得微乎其微。这三舰一直停泊在港口直到战争结束。随着奥匈帝国在第一次世界大战中的战败，这三艘战列舰都被移交给了意大利，随后在1920年至1926年之间被拆解。
| 舰名                             | 主炮                | 排水量                   | 推进器                                                   | 服役           | 服役          | 服役           | 服役                  |
| 舰名                             | 主炮                | 排水量                   | 推进器                                                   | 开建           | 下水          | 完工           | 结局                  |
| -------------------------------- | ------------------- | ------------------------ | -------------------------------------------------------- | -------------- | ------------- | -------------- | --------------------- |
| “弗朗茨·费迪南大公”号  | 4门30.5（12.0英寸） | 14,508公噸（14,279長噸） | 四缸立式三胀发动机，20.5節（38.0每小時；23.6英里每小時） | 1907年9月12日  | 1908年9月8日  | 1910年6月5日   | 1926年在意大利报废    |
| “拉德茨基”号           | 4门30.5（12.0英寸） | 14,508公噸（14,279長噸） | 四缸立式三胀发动机，20.5節（38.0每小時；23.6英里每小時） | 1907年11月26日 | 1909年7月3日  | 1911年1月15日  | 1920-21年在意大利报废 |
| “兹里尼”号             | 4门30.5（12.0英寸） | 14,508公噸（14,279長噸） | 四缸立式三胀发动机，20.5節（38.0每小時；23.6英里每小時） | 1908年11月15日 | 1910年4月12日 | 1911年11月22日 | 1920-21年在意大利报废 |

## 特格霍夫级

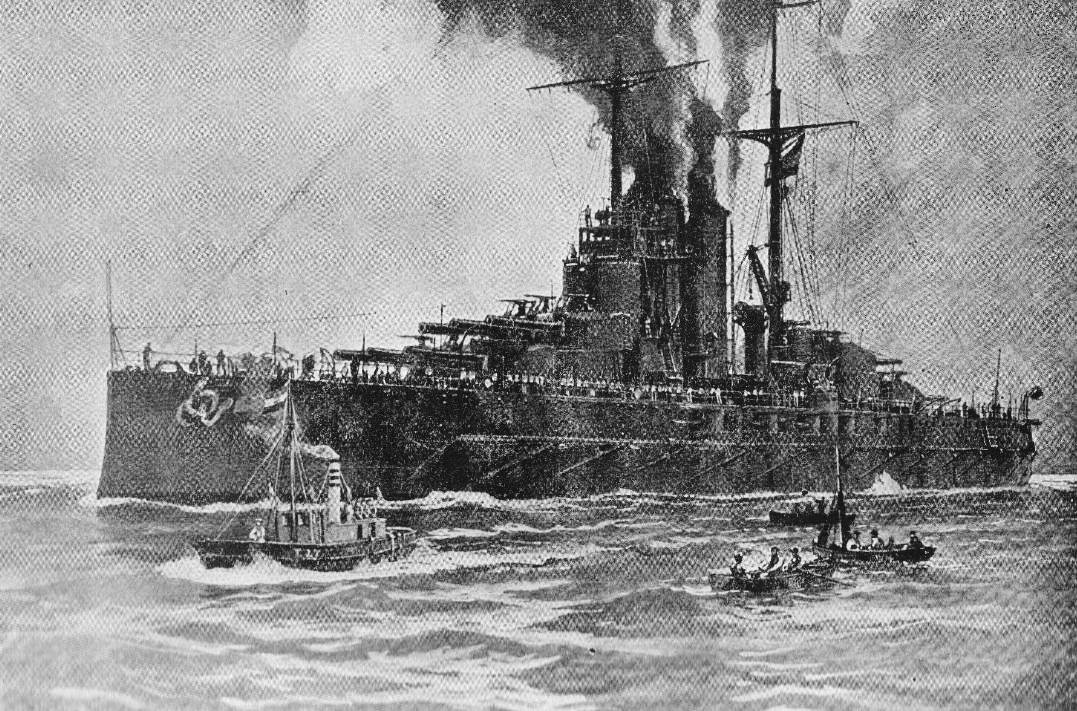
1914年的“联合之力”号战列舰

特格霍夫级战列舰是奥匈帝国建造的唯一一批无畏舰。随着英国皇家海军“无畏”号的建成，奥匈帝国海军也意识到需要更新其海军舰队舰只。1908年，意大利皇家海军宣布开始建造其第一艘无畏舰“但丁·阿利格里”号，随后，奥匈帝国海军正式下令建造一批由四艘无畏舰组成的舰只。与之前的奥匈帝国海军不同，特格霍夫级由四艘战列舰组成，分别是“联合之力”号、“特格霍夫”号、“欧根亲王”号以及“圣伊斯特万”号。前三艘战列舰是在的里雅斯特港的第里雅斯特技术工厂建造的，而第四艘战列舰则是在阜姆的多瑙船厂建造的。本级所有的战列舰都是在1910年到1915年间建造的。
在第一次世界大战开始前不到两年的时间里，有两艘特格霍夫级战列舰投入使用，而在弗朗茨·费迪南大公被刺杀的同一个月，“欧根亲王”号也投入使用。该舰级的最后一艘舰只“圣伊斯特万”号在1915年11月入役。在战争开始之前，已经入役的几艘被分配到奥匈帝国海军第一战列分舰队的第一支队。在战争期间，由于俄特兰陀闸的存在，这些舰只因无法离开亚得里亚海而使得服役范围受到了限制。因此，几艘舰只很少离开普拉。然而，其中三艘战列舰参与了1914年对德国“戈本”号战列舰和“布雷斯劳”号巡洋舰的追击，以及1915年5月对意大利城市安科纳的轰炸（彼时“圣伊斯特万”号仍在建造中）。在这些行动完成之后，本级战列舰在战争的剩余时间里一直停留在港口。
1918年6月，特格霍夫级战列舰的最后一次行动是试图突破俄特兰陀闸。1918年6月10日，在前往奥特朗托海峡的途中，“圣伊斯特万”号被鱼雷击沉，导致行动被取消。在1918年11月1日战争结束之前，一队意大利蛙人用水雷击沉了停泊在普拉港口的“联合之力”号。随着奥匈帝国在第一次世界大战中的失败，这一舰级剩下的两艘战列舰被移交给了盟军，其中“特格霍夫”号在1924年被交给意大利并报废，“欧根亲王”号在1922年被移交给法国并作为靶舰击沉。
| 舰名                      | 主炮                   | 排水量                   | 推进器                                                    | 服役          | 服役           | 服役           | 服役                                      |
| 舰名                      | 主炮                   | 排水量                   | 推进器                                                    | 开建          | 下水           | 完工           | 结局                                      |
| ------------------------- | ---------------------- | ------------------------ | --------------------------------------------------------- | ------------- | -------------- | -------------- | ----------------------------------------- |
| “联合之力”号    | 12门30.48（12.00英寸） | 20,008公噸（19,692長噸） | 四个帕森斯蒸汽涡轮机，20節（37每小時；23英里每小時）      | 1910年7月24日 | 1911年6月24日  | 1912年12月5日  | 1918年11月1日在普拉被帽贝水雷击沉         |
| “特格霍夫”号    | 12门30.48（12.00英寸） | 20,008公噸（19,692長噸） | 四个帕森斯蒸汽涡轮机，20節（37每小時；23英里每小時）      | 1910年9月24日 | 1912年3月21日  | 1913年7月14日  | 1924年在意大利报废                        |
| “欧根亲王”号    | 12门30.48（12.00英寸） | 20,008公噸（19,692長噸） | 四个帕森斯蒸汽涡轮机，20節（37每小時；23英里每小時）      | 1912年1月16日 | 1912年11月30日 | 1914年7月8日   | 1922年被法国击沉                          |
| “圣伊斯特万”号 （德語：SMS Szent István） | 12门30.48（12.00英寸） | 20,008公噸（19,692長噸） | 两台AEG-Curtis 蒸汽涡轮机，20節（37每小時；23英里每小時） | 1912年1月29日 | 1914年1月17日  | 1915年12月13日 | 1918年6月10日被一艘意大利鱼雷艇的鱼雷击沉 |

## 君主代舰级
君主代舰级（字面意思是替代君主级舰只的计划）是一个由四艘战列舰组成的军舰计划案。这一计划案的战列舰计划在1914年至1919年间为奥匈帝国海军建造。本计划案设计本质上是特格霍夫级的放大版本，意在取代老化的君主级岸防舰。由于第一次世界大战的影响，没有一艘舰只被开建，所有四个造舰项目最终都在1917年末被取消。这一舰级计划有四艘战列舰（命名为“战列舰八号”到“战列舰十一号”）。虽然战列舰本体从未开始铺设龙骨，但其中四门主炮已经建造完毕，后来被移交给奥匈帝国陆军，供意大利前线作战使用。
| 舰名         | 主炮             | 排水量                   | 推进器                                               | 服役 | 服役 | 服役 | 服役       |
| 舰名         | 主炮             | 排水量                   | 推进器                                               | 开建 | 下水 | 完工 | 结局       |
| ------------ | ---------------- | ------------------------ | ---------------------------------------------------- | ---- | ---- | ---- | ---------- |
| 战列舰八号   | 10门36（14英寸） | 24,500公噸（24,100長噸） | 四轴蒸汽涡轮机，21.0節（38.9每小時；24.2英里每小時） | ー   | ー   | ー   | 1917年取消 |
| 战列舰九号   | 10门36（14英寸） | 24,500公噸（24,100長噸） | 四轴蒸汽涡轮机，21.0節（38.9每小時；24.2英里每小時） | ー   | ー   | ー   | 1917年取消 |
| 战列舰十号   | 10门36（14英寸） | 24,500公噸（24,100長噸） | 四轴蒸汽涡轮机，21.0節（38.9每小時；24.2英里每小時） | ー   | ー   | ー   | 1917年取消 |
| 战列舰十一号 | 10门36（14英寸） | 24,500公噸（24,100長噸） | 四轴蒸汽涡轮机，21.0節（38.9每小時；24.2英里每小時） | ー   | ー   | ー   | 1917年取消 |

## 脚注

### 引文
1. ↑  章骞 2014，第36頁.
2. 1 2 3 4 5 6 7  章骞 2014，第452頁.
3. ↑  薛洲堂 2021，第455頁.
4. ↑  Vego，第38頁.
5. ↑  Vego，第39頁.
6. 1 2 3 4 5  章骞 2014，第429頁.
7. ↑  曼利夏 2005，第49頁.
8. ↑  Sokol，第67, 69頁.
9. ↑  日本海人社 & 世界近代战列舰史，第220頁.
10. ↑  布鲁斯·泰勒 2021，第265頁.
11. ↑  Hore，第123, 181–182頁.
12. 1 2  Halpern，第54頁.
13. ↑  Gröner，第ix頁
14. ↑  顾慧丽 1998，第256頁.
15. 1 2 3 4 5 6 7 8 9 10 11 12  Gardiner Chesneau & Kolesnik，第272頁.
16. 1 2  张恩东 2018，第262頁.
17. 1 2 3 4  Hore，第91頁.
18. 1 2 3 4  Sieche, Conway's，第333頁.
19. 1 2 3 4 5 6 7 8 9 10  Greger，第21頁.
20. ↑  布鲁斯·泰勒 2021，第277頁.
21. ↑  Tucker，第560頁.
22. 1 2 3 4 5  Sieche, Conway's，第330頁.
23. 1 2 3 4 5 6 7 8 9 10 11 12 13 14 15 16 17 18 19  Sokol，第150–151頁.
24. ↑  张黎源 2020，第165頁.
25. 1 2  张恩东 2018，第263頁.
26. 1 2 3 4 5 6 7 8 9 10 11 12 13 14 15 16 17 18 19  Hore，第123頁.
27. ↑  江泓 & 英国战列舰全史 1906-1914，第2頁
28. ↑  日本海人社 & 世界近代战列舰史，第50頁
29. ↑  陳美君 2006，第91頁.
30. ↑  章骞 2014，第41頁
31. ↑  Halpern，第170–171頁.
32. 1 2 3  Greger，第23頁.
33. 1 2  Halpern，第14頁.
34. 1 2 3 4 5 6 7 8 9 10 11 12 13 14 15 16 17 18 19 20 21  Sieche, Conway's，第332頁.
35. ↑  DiGiulian (30.5 cm/45).
36. ↑  Hore，第84頁.
37. ↑  DANFS Zrínyi.
38. ↑  日本海人社 & 世界近代战列舰史，第61頁
39. ↑  布鲁斯·泰勒 2021，第548頁
40. 1 2 3 4 5 6 7 8 9 10 11 12 13 14 15 16 17 18 19  Sieche, Conway's，第334頁.
41. 1 2 3 4  日本海人社 & 世界近代战列舰史，第74頁.
42. ↑  布鲁斯·泰勒 2021，第x頁.
43. ↑  布鲁斯·泰勒 2021，第269頁.
44. ↑  上海书店出版社 2012，第179頁.
45. 1 2  Sieche, Warship International，第127, 131頁.
46. 1 2  Sokol，第161頁.
47. 1 2  Sieche, Warship International，第133頁.
48. 1 2 3  Sieche, Warship International，第116頁.
49. 1 2 3  Fitzsimons，第854頁.
50. ↑  Greger，第26頁.
51. 1 2  Sokol，第71頁.
52. 1 2 3 4 5  Vego，第174頁.

## 期刊来源
- 曼利夏. . 现代舰船. 2005, (5): 49-51 （中文（中国大陆））.